# Mangan(II) oxalat
Mangan(II) oxalat là một hợp chất vô cơ có công thức hóa học MnC2O4. Hợp chất này thường được biết đến dưới dạng khan và dạng dihydrat. Trihydrat cũng được biết đến.

## Điều chế và tính chất
Mangan(II) nitrat và amoni oxalat phản ứng trong dung dịch nước để thu được γ-MnC2O4·2H2O (trực thoi). MnC2O4·3H2O sẽ được chuyển thành γ-MnC2O4·2H2O từ α-MnC2O4·2H2O (trihydrat cũng có thể được điều chế bằng phản ứng của dung dịch mangan(II) acetat đậm đặc).
Mangan(II) oxalat cũng có thể thu được bằng cách phản ứng với mangan(II) acetat tetrahydrat và amoni oxalat monohydrat ở 80 ℃ sau khi nghiền pha rắn.
Mangan(II) oxalat có thể bị phân hủy bằng cách đun nóng để tạo ra mangan(II) oxide. Khi nung nóng trong không khí, sản phẩm oxy hóa mangan(III) oxide sẽ được tạo thành:
MnC2O4 → MnO + CO↑ + CO2↑
4MnC2O4 + 3O2 → 2Mn2O3 + 8CO2↑

## Hợp chất khác
MnC2O4 còn tạo một số hợp chất với NH3, như MnC2O4·NH3·3H2O là tinh thể màu trắng đến lục nhạt, nhanh chóng bị phân hủy ở nhiệt độ trên 100 °C (212 °F; 373 K).
MnC2O4 còn tạo một số hợp chất với N2H4, như MnC2O4·N2H4 hay MnC2O4·2N2H4 đều là chất rắn màu trắng.